# Mai 1991
Acest articol este generat integral pe baza informațiilor din articolul 1991 și este actualizat periodic de un robot.
 Editările făcute în articol vor fi șterse la următoarea actualizare! Dacă doriți să faceți modificări, editați articolul-sursă.

ianuarie -
februarie -
martie -
aprilie -
mai -
iunie -
iulie -
august -
septembrie -
octombrie -
noiembrie -
decembrie
Mai 1991 a fost a cincea lună a anului și a început într-o zi de miercuri.

## Evenimente
- 15 mai: Édith Cresson devine prima femeie premier a Franței.
- 19 mai: Referendum în Croația. Peste 94% dintre cei prezenți la urne s-au pronunțat pentru independența acestei republici iugoslave.
- 20 mai: Cazul Berevoiești: Ziarul România liberă anunță în conferință de presă că la puțin timp după evenimentele din 13-15 iunie de la București, aproape de comuna Berevoiești (Argeș) au fost îngropate tone de documente aparținând fostei Securități și S.R.I. S-a încercat arderea documentelor, apoi au fost îngropate, dezgropate în parte de săteni și îngropate din nou, în cele din urmă au ajuns la ziariști.[1]
- 21 mai: La Madras, India, fostul prim-ministru Rajiv Gandhi este asasinat.
- 29 mai: Președintele federal, Richard von Weizsäcker, inaugurează sistemul german Intercity-Express în noua gară Kassel-Wilhelmshöhe de pe linia feroviară de mare viteză Hanovra-Würzburg.

## Nașteri
- 1 mai: Bartosz Salamon, fotbalist polonez
- 2 mai: Farruko (Carlos Efrén Reyes Rosado), cântăreț portorican
- 5 mai: Andrea Klikovac, handbalistă muntenegreană
- 7 mai: Ștefan-Iulian Lőrincz, politician român
- 7 mai: Mihaela Petrilă, canotoare română
- 8 mai: Anamaria Tămârjan, sportivă română (gimnastică artistică)
- 9 mai: Ricardo Alves, fotbalist portughez
- 9 mai: Genki Haraguchi, fotbalist japonez
- 9 mai: Majlinda Kelmendi, judoka din Kosovo
- 10 mai: Paul Anton, fotbalist român
- 10 mai: Kamil Bednarek, cântăreț polonez
- 11 mai: Dean Beța, fotbalist român
- 11 mai: Uzari (Yuri Navrotsky), cântăreț belarus
- 16 mai: Grigor Dimitrov, jucător bulgar de tenis
- 17 mai: Johanna Konta, jucătoare britanică de tenis, de etnie australiană
- 17 mai: Íñigo Martínez, fotbalist spaniol
- 17 mai: Moran Mazor, cântăreață israeliană
- 20 mai: Esteban Ciaccheri, fotbalist argentinian
- 21 mai: Fedor Černych, fotbalist lituanian
- 22 mai: Odise Roshi, fotbalist albanez
- 23 mai: Lena Meyer-Landrut, cântăreață germană de muzică pop
- 24 mai: Erika Umeda, cântăreață și model japonez
- 27 mai: Mário Rui (Mário Rui Silva Duarte), fotbalist portughez
- 27 mai: Armando Sadiku, fotbalist albanez
- 28 mai: Alexandre Lacazette, fotbalist francez
- 30 mai: Tolga Sarıtaș, actor turc
- 31 mai: Patrick Jørgensen, scrimer danez
- 31 mai: Azealia Banks (Azealia Amanda Banks), cântăreață americană

## Decese
- 6 mai: Virgil Calotescu, 63 ani, regizor român (n. 1928)
- 14 mai: Aladár Gerevich, scrimer maghiar (n. 1910)
- 17 mai: Jean Charles Snoy et d'Oppuers, 83 ani, politician belgian (n. 1907)
- 21 mai: Ioan Petru Culianu, 41 ani, istoric al religiilor și medievalist român (n. 1950)
- 21 mai: Rajiv Ratna Gandhi, 46 ani, politician indian (n. 1944)
- 23 mai: Wilhelm Kempff (Wilhelm Walter Friedrich Kempff), 95 ani, muzician german (n. 1895)